# Muraenolepididae
Muraenolepididae – rodzina niewielkich, morskich ryb dorszokształtnych (Gadiformes) występujących w zimnych wodach półkuli południowej.

## Cechy charakterystyczne
Ciało wydłużone, ścieśnione. Głowa mała. Płetwa ogonowa połączona z drugą płetwą grzbietową i odbytową. Pierwsza płetwa grzbietowa złożona z jednego lub dwóch promieni, druga zawiera 127–141 promieni. Na podbródku występuje wąsik. Długość ciała do 40 cm. Ubarwienie szarobrązowe. Gatunki zaliczane do tej rodziny są słabo poznane. Żywią się zooplanktonem.

## Klasyfikacja
Rodzaje zaliczane do tej rodziny:
Muraenolepis  — Notomuraenobathys